# 2733 км
2733 км — железнодорожный остановочный пункт (тип населённого пункта) в Омском районе Омской области России. Входит в состав Богословского сельского поселения. Население 24 чел. (2013) .

## География
2733 км находится на юге центральной части региона, в лесостепной полосе Барабинской низменности, относящейся к Западно-Сибирской равнине, примерно в 12 км к востоку от административных границ Омска.

## История
Поселение появилось при строительстве железной дороги. Здесь жили семьи тех, кто обслуживал железнодорожную инфраструктуру.
В соответствии с Законом Омской области от 30 июля 2004 года № 548-ОЗ «О границах и статусе муниципальных образований Омской области» железнодорожный остановочный пункт вошёл в состав образованного муниципального образования «Богословское сельское поселение».

## Население
| 2006 | 2010 | 2013 |
| ---- | ---- | ---- |
| 27   | ↘21  | ↗24  |

### Гендерный состав
По данным Всероссийской переписи населения 2010 года в гендерной структуре населения из 21 человек мужчин — 10, женщин — 11	(47,6 и 52,4 % соответственно)

### Национальный состав
Согласно результатам переписи 2002 года, в национальной структуре населения русские составляли 83 % от общей численности населения в 18 чел..

## Инфраструктура
Железнодорожный остановочный пункт 2733 км.
Основа экономики — обслуживание путевого хозяйства Западно-Сибирской железной дороги.

## Транспорт
Просёлочные дороги. Автомобильный и железнодорожный транспорт.